# Codium fragile
Espèce
Codium fragile est une espèce d'algues vertes de la  famille des Codiaceae. C'est une espèce classée invasive, parmi les plus nuisibles en Europe.

## Liste des sous-espèces
Selon NCBI (5 mai 2013) :
- sous-espèce Codium fragile subsp. atlanticum
- sous-espèce Codium fragile subsp. tomentosoides

Selon World Register of Marine Species (5 mai 2013) :
- sous-espèce Codium fragile atlanticum (A.D.Cotton) P.C.Silva, 1955
- sous-espèce Codium fragile californicum (J.Agardh) Maggs & J.Kelly, 2007
- sous-espèce Codium fragile fragile (Suringar) Hariot, 1889
- sous-espèce Codium fragile novae-zelandiae (J.Agardh) P.C.Silva, 1956
- sous-espèce Codium fragile scandinavicum P.C.Silva, 1957
- sous-espèce Codium fragile tasmanicum (J.Agardh) P.C.Silva, 1956